# 엔리크 카스틸로
엔리케 카스티요(Enrique Castillo, 1949년 12월 10일 ~ )는 미국의 배우이다.

## 출연 작품
- 초상화의 비밀 (2018년)
- 우아한 만찬 (2017년)
- 러브 킬스 (2016년)
- 독재자를 죽여라 (2013년)
- 홈바운드 (2013년)
- 어 뷰티풀 라이프 (2008년)
- 데자뷰 (2006년)
- 인 굿 컴퍼니 (2004년)
- 픽킹 업 더 피시스 (2000년)
- 하이 로 컨츄리 (1998년)
- 폭력의 종말 (1997년)
- 화성 침공 (1996년)
- 마이 패밀리 (1995년)
- 닉슨 (1995년)
- FBI 기동 타격대 7 (1994년)
- 이스트 L.A 스토리 (1993년)
- 더 노스 (1983년)
- 캘리포니아 썸머 캠프 (1983년)
- 국경선 (1980년)

### 텔레비전
- 위즈 (2008-10)